# Colymbetes
Colymbetes là một chi bọ cánh cứng bản địa của miền Cổ bắc, bao gồm châu Âu, miền Tân bắc, Cận Đông và Bắc Phi.

## Hình ảnh

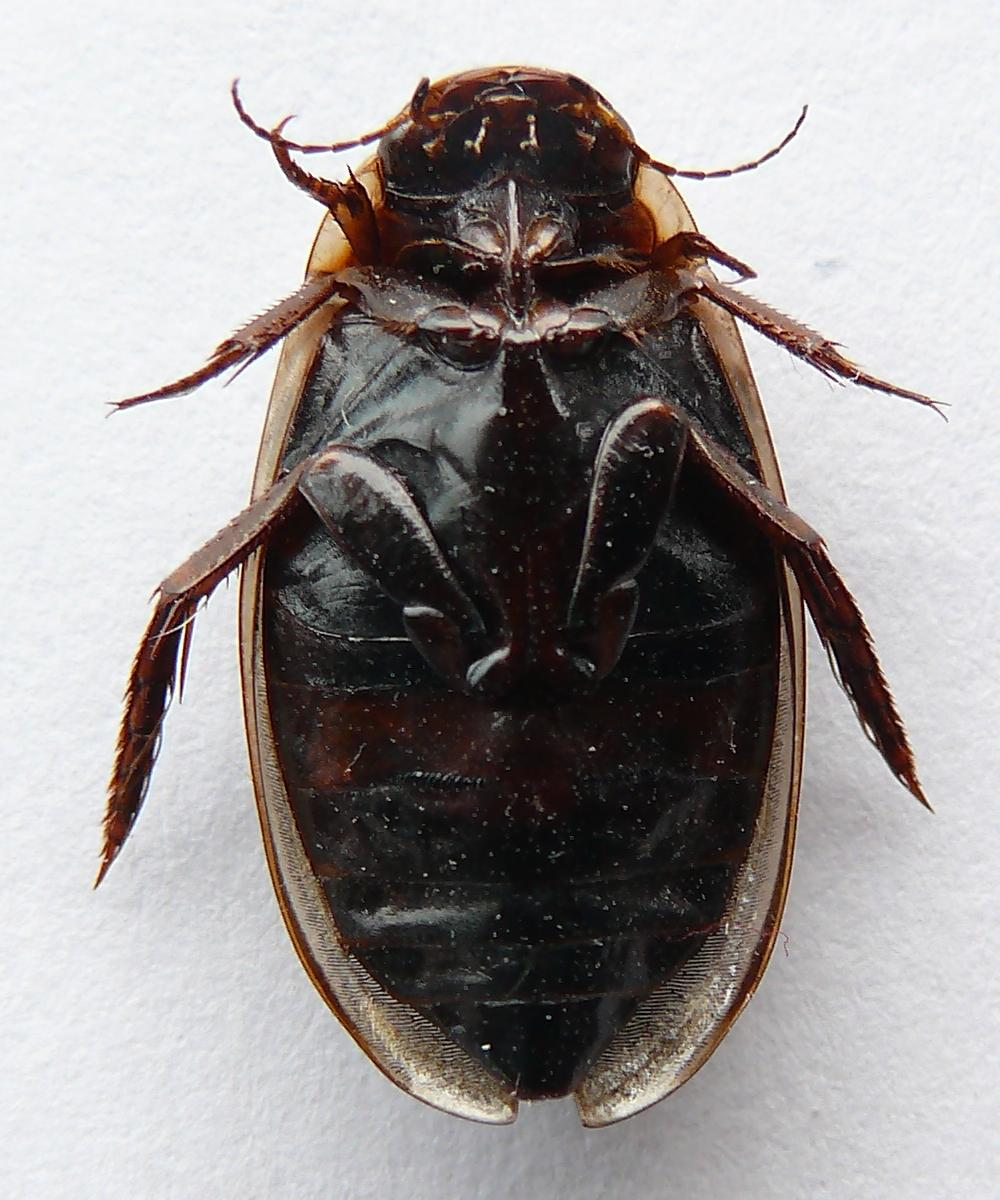
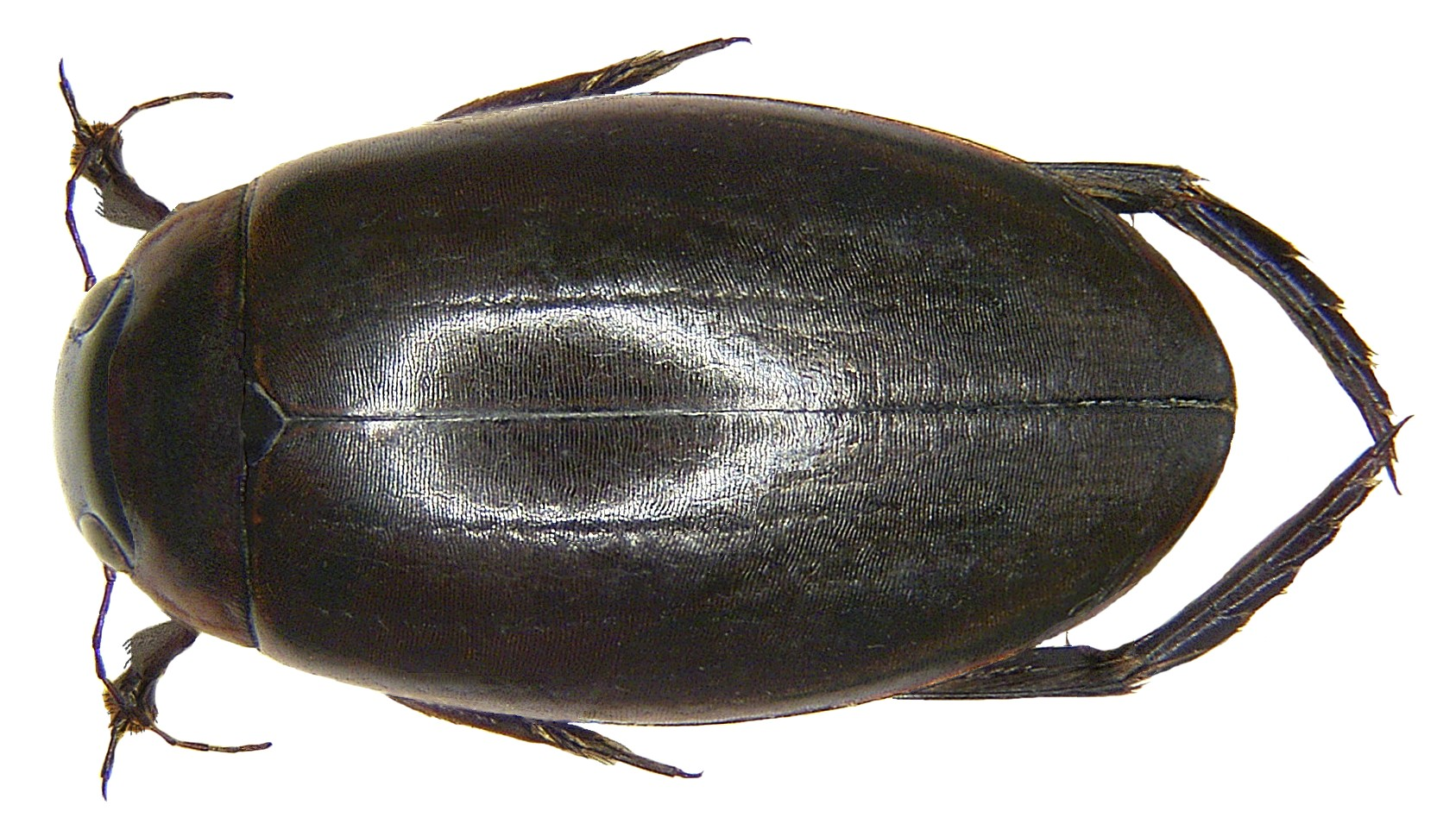
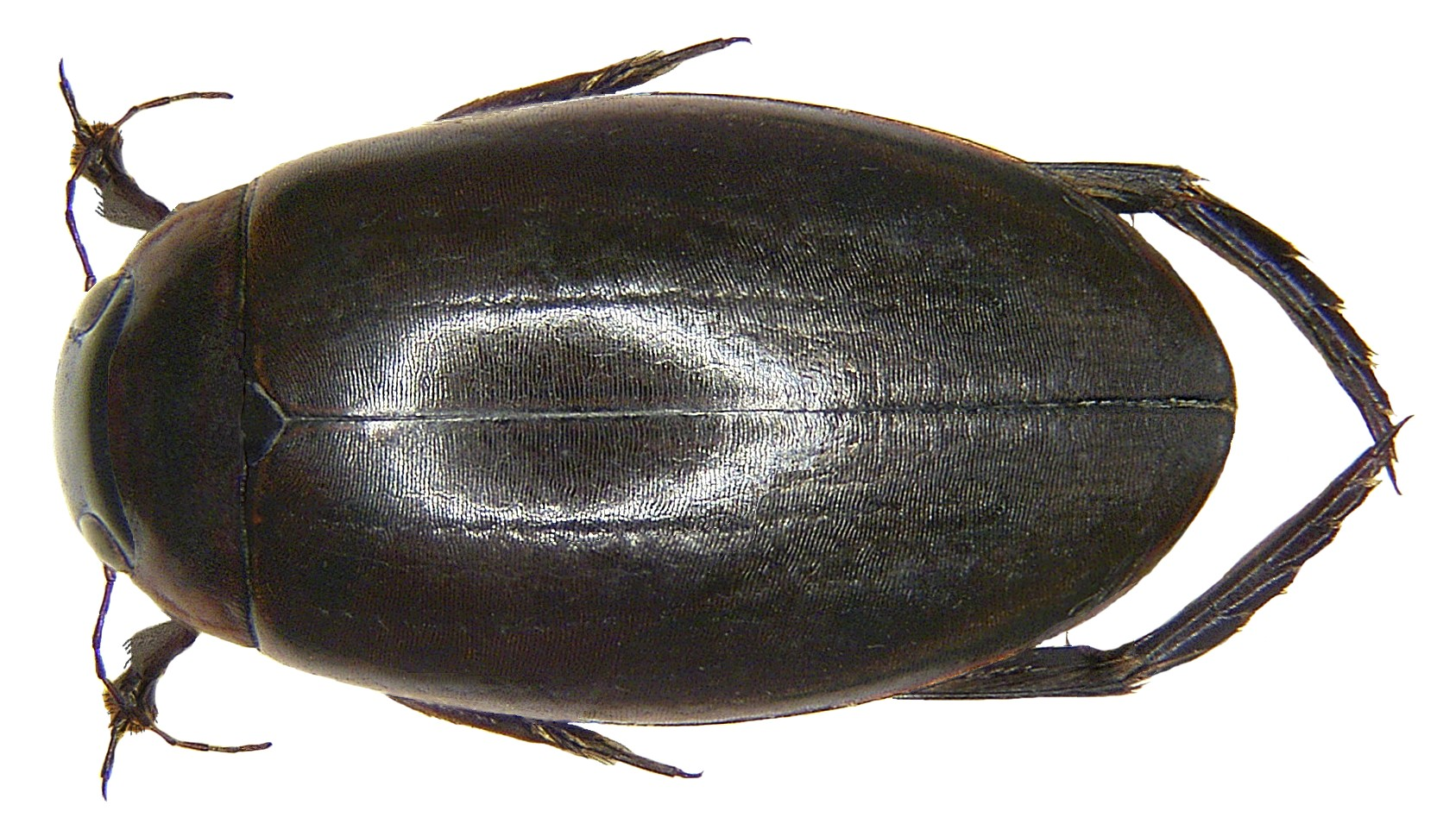